# Casa del Capitano George Scott
La George Scott House, conosciuta anche come Octagon House e Collar Box House, è una storica casa ottagonale in Federal Street a Wiscasset, nel Maine. Costruita nel 1855, è stata iscritta nel Registro nazionale dei luoghi storici il 23 febbraio 1972.

## Descrizione e storia
La Scott House si trova sul lato est di Federal Street, con vista sul fiume Sheepscot a est, a breve distanza dal centro di Wiscasset. È una struttura in muratura a 2-1/2 piani con finiture in arenaria. Una singola cornice in legno si estende sul retro della casa, verso il fiume, dove è unita a un fienile che sembra essere 5/8 di un ottagono. Il blocco principale è coperto da un tetto a otto lati con al centro una cupola ottagonale, con cornicioni estesi ornati da modilioni. L'ingresso principale si affaccia sulla strada ed è riparato da un portico, sorretto da quattro pali quadrati smussati e coperto da un tetto modellato. Le finestre sono disposte in aperture rettangolari, con piccole finestre a riquadro singolo nella metà del piano superiore con angoli arrotondati. L'interno conserva molte caratteristiche originali e resti di altre, come una parte di un montavivande utilizzato per portare il cibo dalla cucina, situata nel seminterrato originale, fino alla sala da pranzo.
La casa fu costruita nel 1855, e si ispirò al lavoro di Orson Squire Fowler, che promosse la progettazione e la costruzione di case ottagonali, alimentando una moda negli anni '50 e '60 del XIX secolo. Fu costruita per George Scott, nativo di Wiscasset e capitano di successo. Un successivo inquilino fu Edith Augusta Sawyer, autrice di libri per bambini.